# Armand Séguin (Maler)

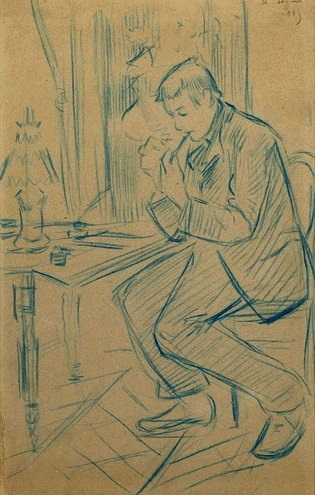
Selbstbildnis mit Pfeife, 1885

Armand Séguin (* 15. April 1869 in Paris; † 30. Dezember 1903 in Châteauneuf-du-Faou, auch Armand Seguin) war ein französischer Maler und Lithograph, dessen Werk dem Post-Impressionismus zugerechnet wird.

## Leben und Werk

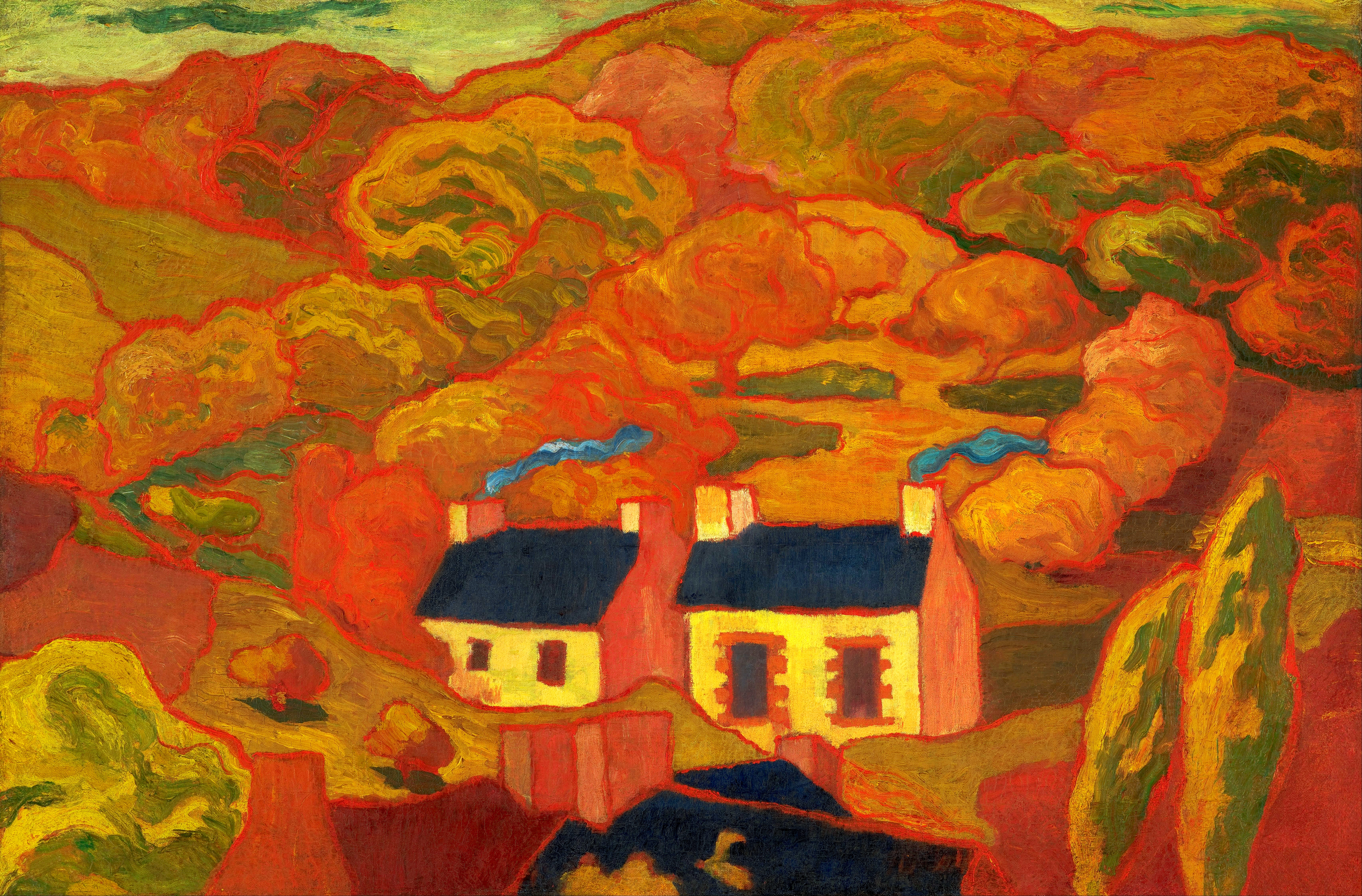
Les deux Chaumières (um 1893), Indianapolis Museum of Art

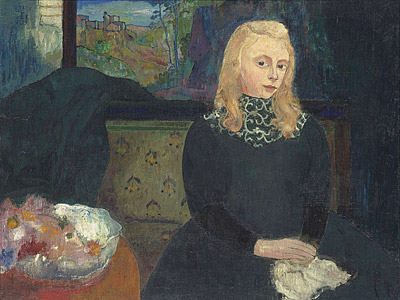
Portrait de Mademoiselle Gabrielle Vien (1893), Musée d’Orsay, Paris

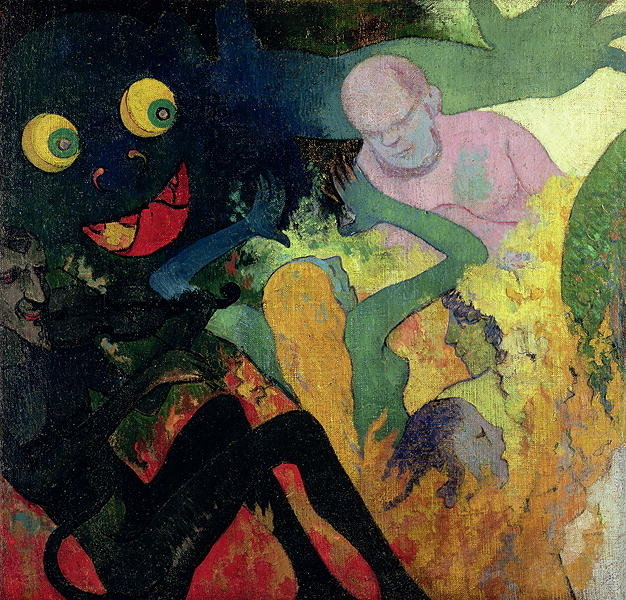
Paradies (1895)

Armand Seguin war der Sohn von Charlotte Elmore und d'Armand Félix Abel Seguin (1799–1873) und ein Enkel des Chemikers Armand-Jean-François Seguin.
Armand Séguin wurde an der Académie Julian in Paris künstlerisch ausgebildet und entdeckte dort 1889 Werke von Paul Gauguin in einer Schau der Impressionisten und Synthetisten im Café Volpini. Dokumentiert ist seine Ankunft 1891 in Pont-Aven, wo er mehrere Künstler der Schule von Pont-Aven traf und dort ausstellte. 1892 kehrte er nach Pont-Aven zurück und lernte die Maler Pierre-Auguste Renoir, Cuno Amiet und Émile Bernard kennen. Ein Jahr später gab ihm Paul Gauguin Unterricht und verfasste später die Einleitung zum Katalog von Seguins erster Einzelausstellung im Jahr 1895.
Seguin arbeitete 1893 mit Roderic O’Conor in Le Pouldu in der Nähe von Pont-Aven zusammen. Nachdem er ihn in die Technik der Radierung eingeführt hatte, schufen sie zusammen eine Reihe von Werken.
Der mittellose Alkoholiker verlebte nach mehreren Ortswechseln die letzte Zeit seines Lebens in Paul Sérusiers Haus in Châteauneuf-du-Faou, wo er im Alter von 34 Jahren 1903 an Tuberkulose starb.